# Graptopetalum amethystinum
Graptopetalum amethystinum là một loài thực vật có hoa trong họ Crassulaceae. Loài này được (Rose) E.Walther miêu tả khoa học đầu tiên năm 1931.